# Emogene Creque
Emogene Augusta Creque (nascida a 22 de julho de 1919) é uma ex-política das Ilhas Virgens Britânicas. Em 1965 tornou-se na primeira mulher membro do Conselho Legislativo.

## Biografia
Creque nasceu em julho de 1919 em Road Town, filha de Anita Nibbs e Frederick Pickering. Em 1942 casou-se com Henry Creque, com quem teve sete filhos. O seu marido mais tarde tornou-se membro do Conselho Legislativo. Em 1965 Emogene também foi nomeada para o Conselho como substituta temporária de Joseph O'Neal enquanto ele estava no exterior, tornando-se assim no primeiro membro feminino. Creque completou 100 anos em julho de 2019.